# Желудок, Виталий Станиславович
Виталий Станиславович Желудок (бел. Віталь Станіслававіч Жалудок; род. 11 августа 1986, Минск) — белорусский футболист, вратарь.

## Клубная карьера
Воспитанник минского «Торпедо». Профессиональную карьеру начал в дубле «Дариды». Поиграв за «Осиповичи» и «Комунальник», стал игроком «Минска», где был запасным вратарем. В 2009 году выступал на правах аренды за «Ведрич-97» из Речицы и был признан лучшим игроком команды по итогам сезона.
По окончании сезона 2011 на правах свободного агента покинул «Минск», а в 2012 году перешел в греческий клуб «Платаньяс», за который сыграл всего два матча и пропустил 9 голов.
В январе 2014 года перешёл в аренду в клуб третьего дивизиона Греции «Крусон». По итогам сезона он помог команде сохранить место в лиге, хотя на момент прихода вратаря она находилась на последнем месте.
В июле 2014 года вернулся в Белоруссию, подписав контракт со «Слуцк». Он был вторым вратарём в слуцком клубе и не играл за основной состав. В феврале 2015 года перешел в «Лиду», где стал основным вратарем.
В начале 2016 года подписал контракт с клубом «Ошмяны». Он начал сезон в качестве основного вратаря, но летом покинул команду из-за обвинений в участии в договорных матчах. В октябре 2017 года по делу о договорных матчах он был приговорен к штрафу в размере 27.6 тысяч рублей, а в феврале 2018 года получил пожизненную дисквалификацию от Дисциплинарного комитета АБФФ. Покинув «Ошмяны», он начал работать вне футбола, играя также на любительском уровне.

## Статистика
| Сезон       | Дивизион | Клуб         | Страна                    | Матчи | Голы |
| ----------- | -------- | ------------ | ------------------------- | ----- | ---- |
| 2004        | дубль    | Дарида       | Флаг Беларуси (1995—2012) | 14    | -17  |
| 2005        | дубль    | Дарида       | Флаг Беларуси (1995—2012) | 21    | -22  |
| 2006        | Д3       | Осиповичи    | Флаг Беларуси (1995—2012) | 17    | -16  |
| 2007        | Д2       | Коммунальник | Флаг Беларуси (1995—2012) | 4     | -8   |
| 2008        | Д2       | Минск        | Флаг Беларуси (1995—2012) | 1     | -0   |
| 2009        | Д2       | Ведрич-97    | Флаг Беларуси (1995—2012) | 20    | -34  |
| 2010        | дубль    | Минск        | Флаг Беларуси (1995—2012) | 16    | -26  |
| 2011        | Д1       | Минск        | Флаг Беларуси (1995—2012) | 2     | -2   |
| 2012/13     | Д1       | Платаньяс    | Флаг Греции               | 2     | -9   |
| 2013/14 (1) | Д1       | Платаньяс    | Флаг Греции               | 0     | 0    |
| 2013/14 (2) | Д3       | Крусон       | Флаг Греции               | 18    | -?   |
| 2014 (2)    | дубль    | Слуцк        | Флаг Беларуси             | 13    | -35  |
| 2015        | Д2       | Лида         | Флаг Беларуси             | 27    | -45  |
| 2016 (1)    | Д2       | Ошмяны       | Флаг Беларуси             | 9     | -21  |

## Достижения
- Чемпион Первой лиги Белоруссии: 2008